# Jüdischer Friedhof (Fredericia)

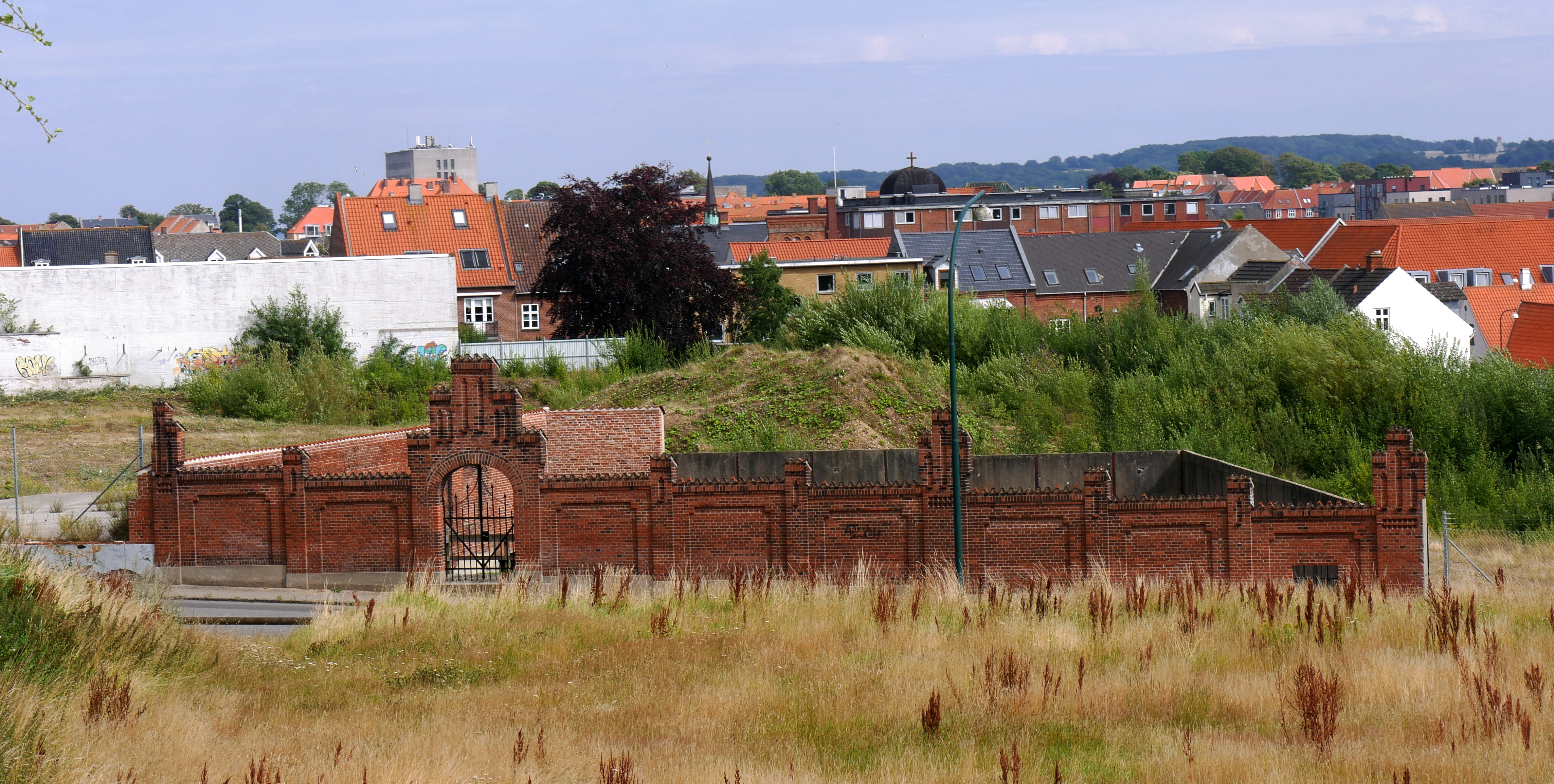
Friedhofsteil an der Vester Voldgade von den Wallanlagen

Der Jüdische Friedhof Fredericia (dänisch Jødisk Kirkegård) in Fredericia, einer Stadt in der Region Syddanmark, ist der älteste erhaltene jüdische Friedhof in Dänemark. Er liegt an der Ecke von Jyllandsgade und Vestervoldgade und steht unter Denkmalschutz. Der Friedhof wurde von 1727 bis 1914 belegt. Er enthält etwa 500 Grabstätten mit 402 Namen. Der Friedhof besteht heute aus zwei Teilen, einem an der Vestervoldgade und einem an der Jyllandsgade. Ursprünglich waren beiden Teile verbunden. Nachdem sich die Jüdische Gemeinde in Fredericia zu Beginn des 20. Jahrhunderts langsam auflöste, wurden die unbenutzten Teile an einen lokalen Industriellen verkauft. Die darauf errichtete Fabrik wurde 2010 geschlossen und komplett abgerissen.

## Friedhofsteil an der Vestervoldgade

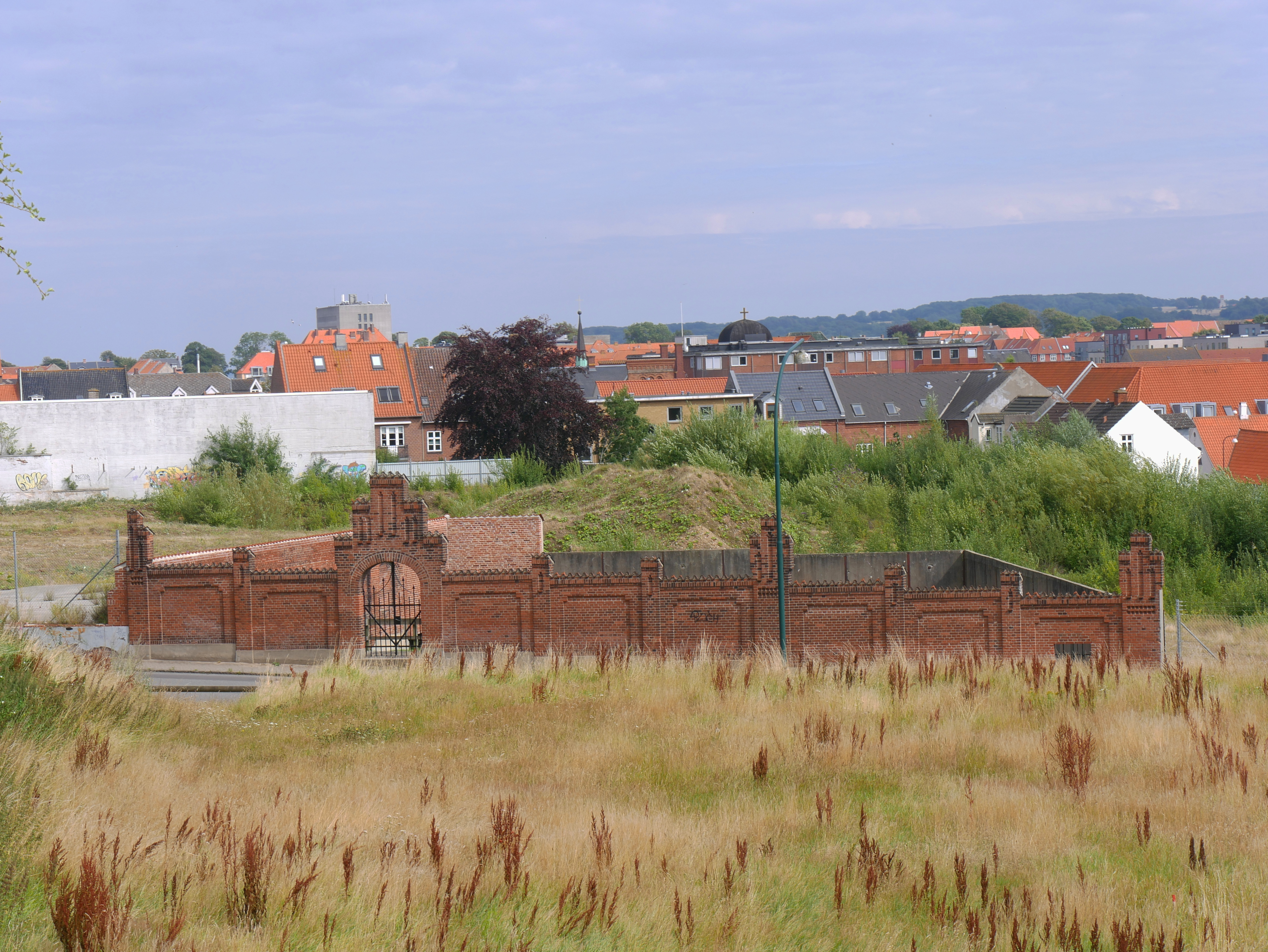
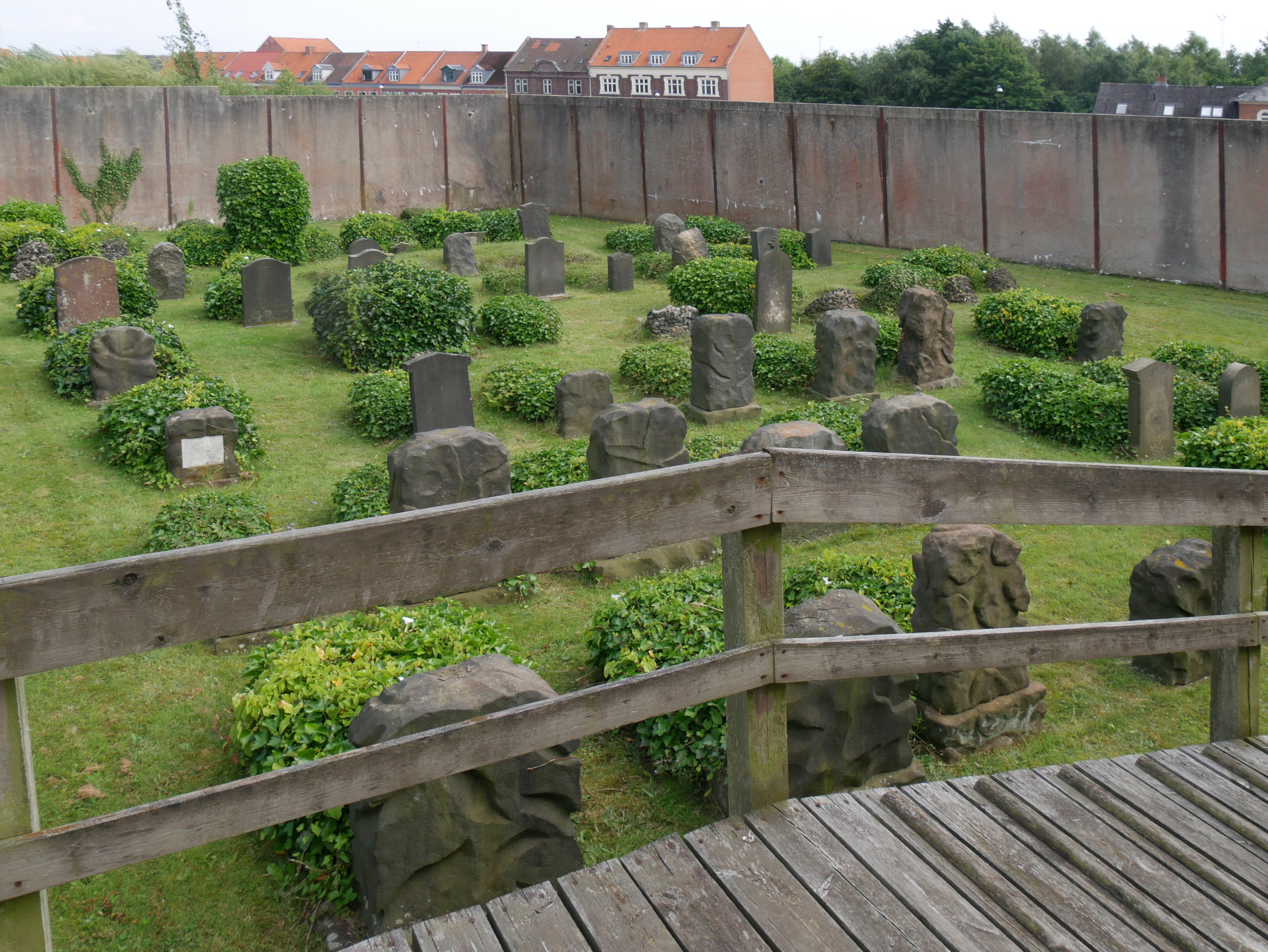
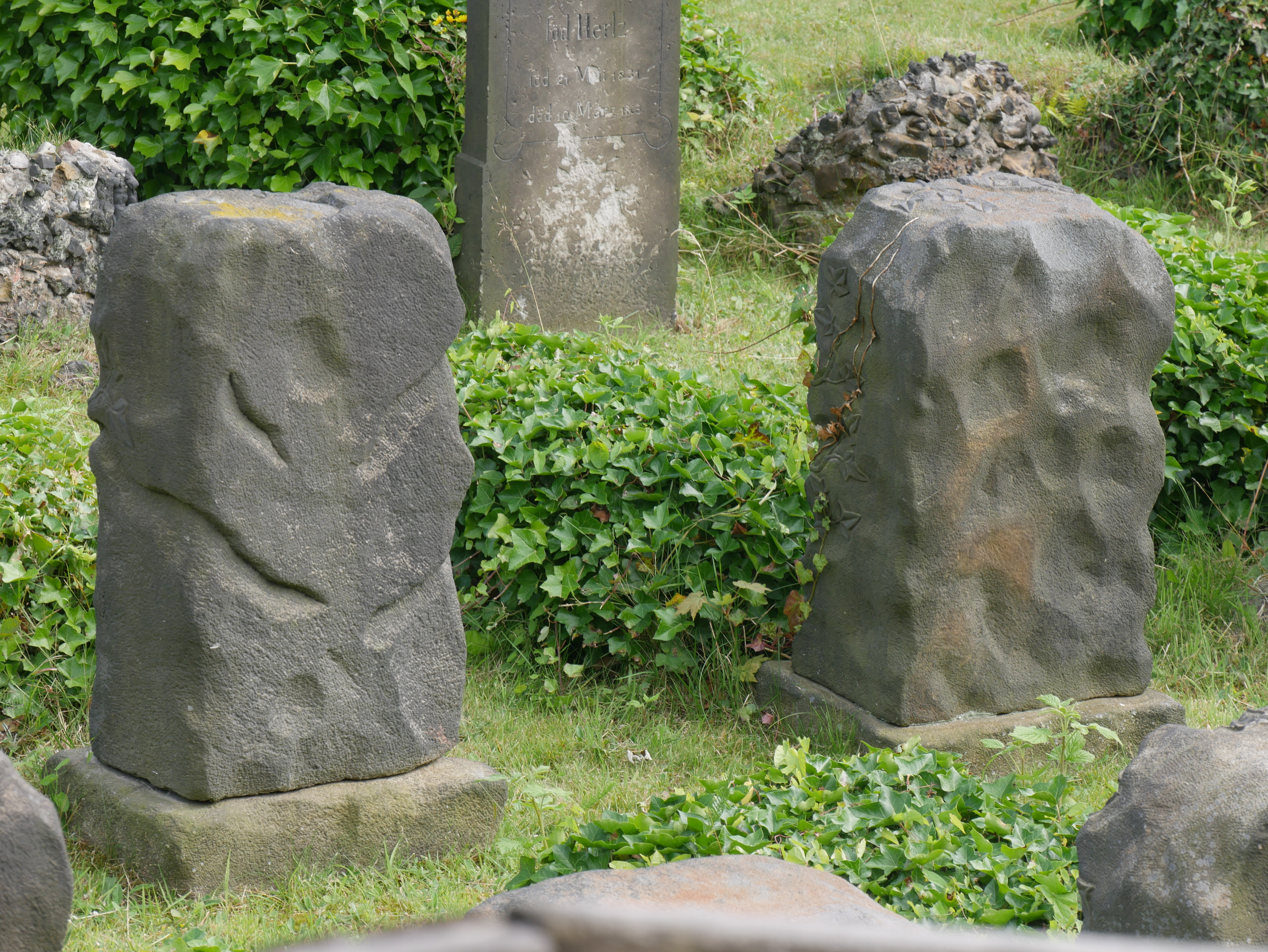

## Friedhofsteil an der Jyllandsgade

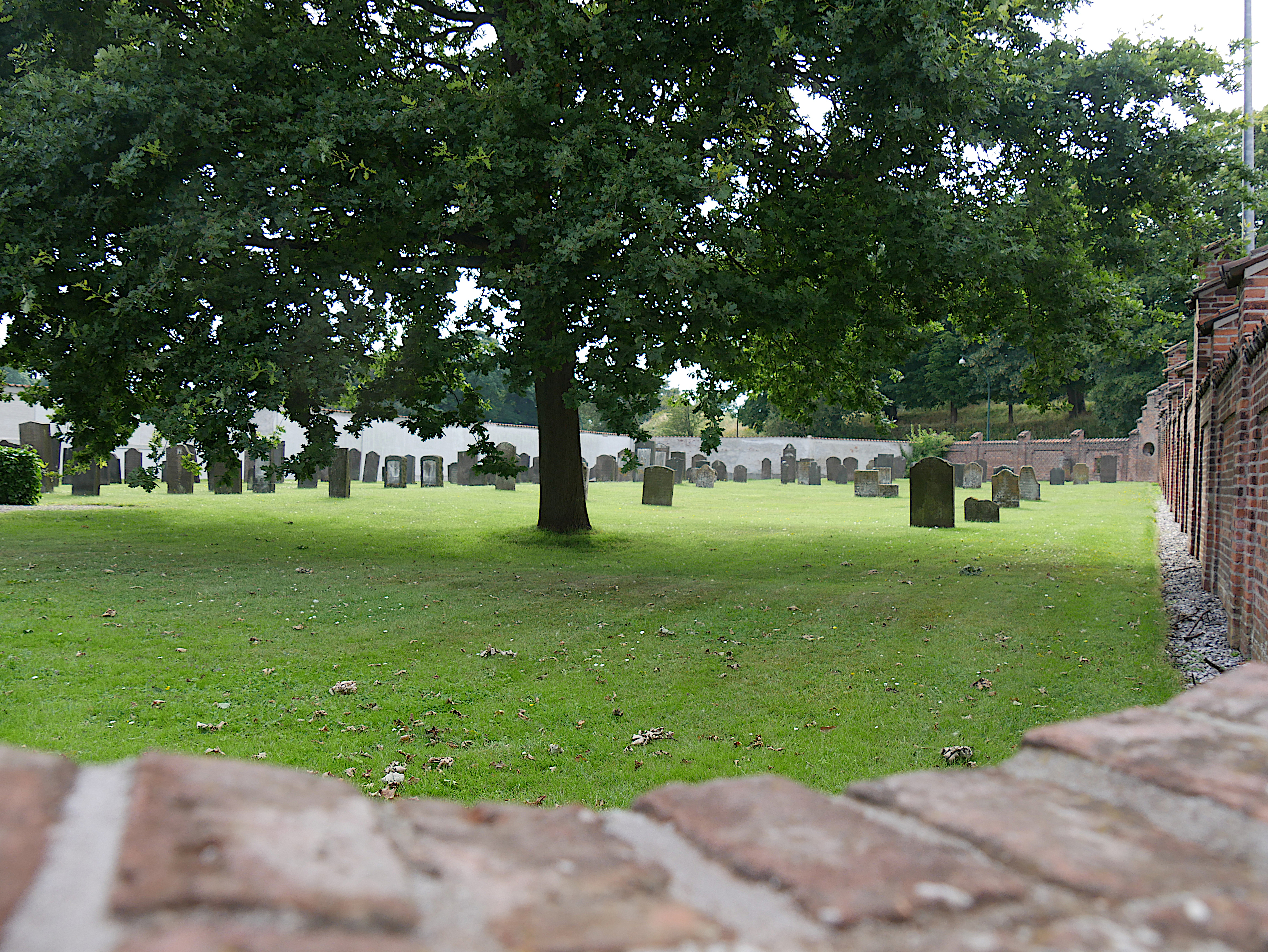
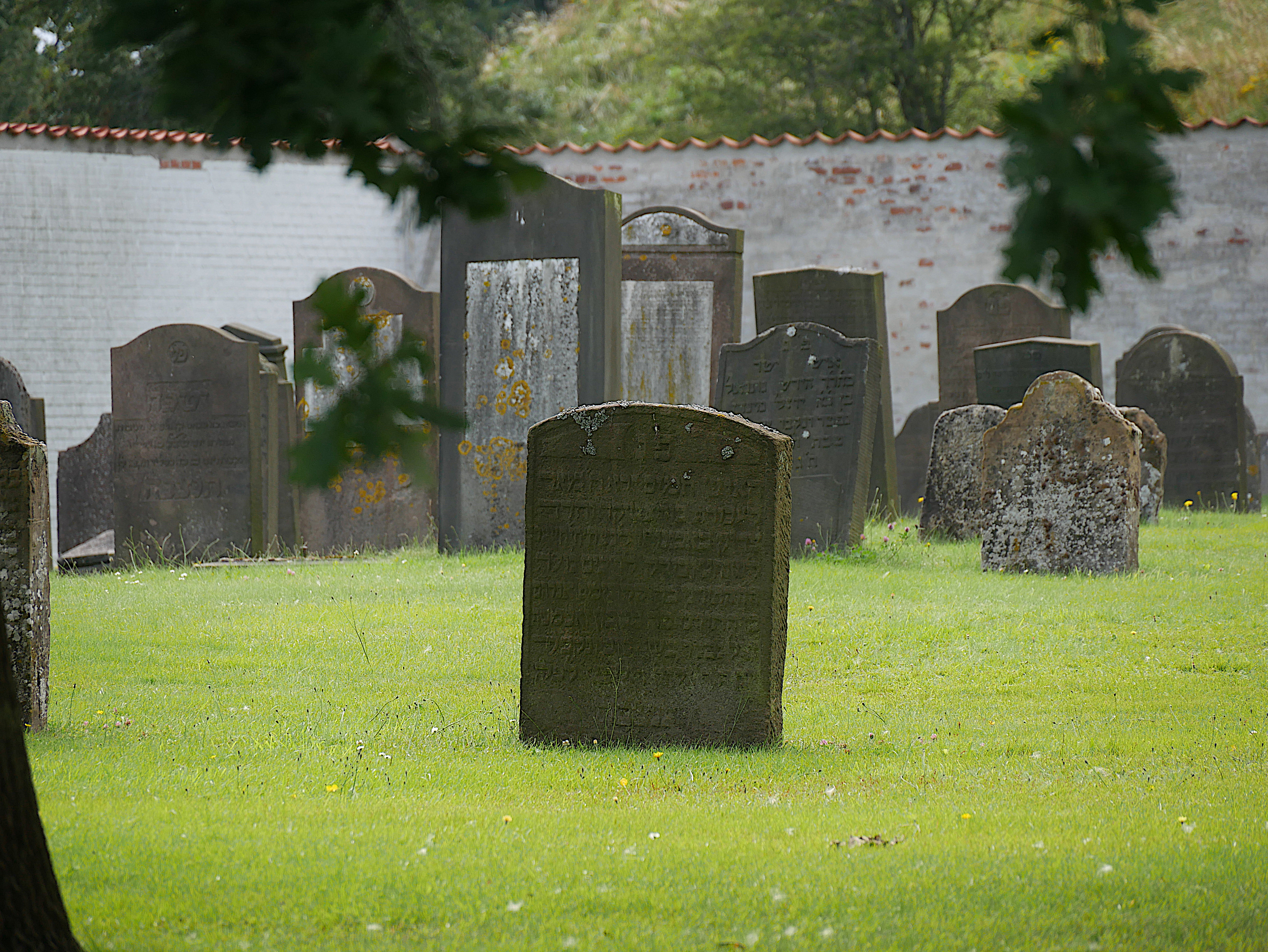
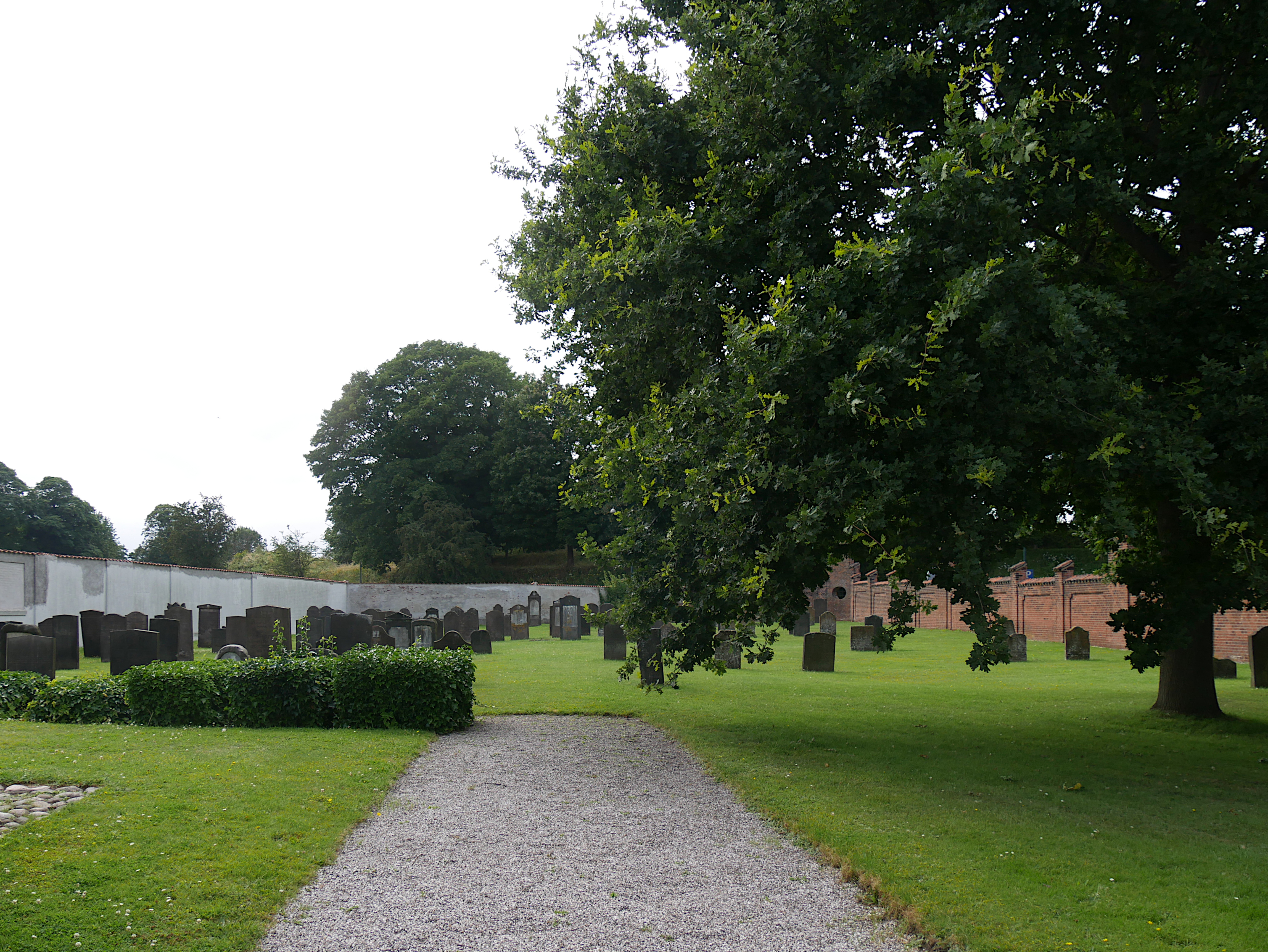